# Мій двійник - робот
«Мій двійник - робот» (англ. Robots) — американська науково-фантастична романтична комедія 2023 року, яку зрежисували та сценарій до якої написали Ент Гайнс і Каспер Крістенсен із Шейлін Вудлі та Джеком Вайтголлом у головних ролях.
Кінострічка знята за мотивами оповідання «Робот, схожий на мене» 1973 року американського письменника Роберта Шеклі.
Прем'єра фільму у США відбулася 19 травня 2023 року кінокомпанією Neon.

## Сюжет
У 2032 році заможна пара Елейн і Чарльз використовують андроїдів-двійників для побачень і роботи. Виникає плутанина, що призводить до незручних ситуацій і виявлення того, що їхні андроїди, Ч-2 та Е-2, закохалися. Щоб відновити контроль, Елейн і Чарльз об'єднуються і звертаються по допомогу до творця андроїдів і друга Чарльза, Ешлі. Андроїди, прагнучи розпочати нове життя, перевтілюються у своїх господарів і планують одружитися. Починається низка перипетій, електрошокерів і помилкових ідентифікацій, що призводить до конфронтації на мексиканському кордоні. Чарльз заохочує Ч-2 приєднатися до Е-2 в Мексиці, де андроїди мають рівні права. Історія закінчується тим, що людська пара приймає зміни та займає місце андроїдів на весільній церемонії.

## Акторський склад
- Шейлін Вудлі — Елейн, Е-2, Е-3
- Джейк Вайтголл — Чарльз Кемерон, Ч-2
- Пол Раст — Зак
- Нік Разерфорд — Тед-молодший
- Пол Юревіч — Ешлі
- Девід Ґрант Райт — Тед Кемерон
- Емануїла Постакіні — Францеска
- Челсі Едмундсон — Емілі Денгольм
- Джекамо Баззелл — шериф Білл Гортон
- Саманта Ешлі — Чавез
- Річард Ліпперт — Девід Шульман
- Кейт Герман — Кікі Шульман

## Виробництво
Емма Робертс була затверджена на роль у червні 2020 року, а в червні наступного року її замінила Шейлін Вудлі.
Знімання відбувалися в Нью-Мексико в серпні 2021 року.

## Прокат
У квітні 2023 року компанія Neon придбала права на фільм у США та країнах Карибського басейну. Фільм вийшов одночасно в кінотеатральний прокат і на замовлення у США 19 травня 2023 року. Фільм також вийшов у прокат у Росії 10 листопада 2022 року та в Об'єднаних Арабських Еміратах 19 січня 2023 року.

## Касові збори
Попри повномасштабне вторгнення в Україну, фільм вийшов у кінотеатрах на території Російської Федерації. Загалом у Росії та Литві «Роботи» зібрали понад 200 тисяч доларів США.

## Огляди
На сайті-агрегаторі рецензій Rotten Tomatoes 20% із 10 відгуків критиків є позитивними, а середня оцінка становить 3,8/10. Ліза Ністром з FilmInk зазначила: «У фільмі немає моментів, з яких можна сміятися досхочу, немає емоційно зворушливої розв'язки, лише м'яка, але добродушна прогулянка, про яку спокійно забуваєш, як тільки вона закінчиться».